# Julius Sponheimer
Julius Sponheimer (geb. vor 1892; gest. nach 1901) war ein Schweizer Lebensreformer und eine Persönlichkeit sowohl der Bodenreform-, der vegetarischen, als auch der theosophischen Bewegung.

## Leben und Wirken
Julius Sponheimer gab 1892/1893 die Anregung zur Gründung der Obstbaugenossenschaft Heimgarten in Bülach. Von 1893 bis 1901 war er in deren Vorstand. Zudem war er an der Ausarbeitung der Statuten der Eden Gemeinnützige Obstbau-Siedlung in Oranienburg beteiligt.
Ende 1894 eröffnete er eine Agentur für Eisenwaren in Zürich. 1895 gründete er das Zürich Centre, ab 1896 die Zürich-Lodge, die Europäische Sektion der Theosophischen Gesellschaft, die sich um 1900 wieder auflöste. 1907 war Sponheimer im Komitee zur Umwandlung des Kurhauses Waidberg bei Zürich in eine Genossenschaft.
Er war Herausgeber der Zeitschrift Der Mensch, das Organ des „Deutschen Bunds für Lebensreform“, und gab seit 1901 in Eden die Zeitschrift Hinaus aufs Land. Monatsschrift zur Förderung ländlicher Siedlungstätigkeit heraus.

## Veröffentlichungen
- Das Wohnungselend der Grossstädte und seine Abwendung durch Selbsthilfe. Berlin 1906.
- Der Vegetarismus – eine wirtschaftliche Notwendigkeit. Versuch einer wissenschaftlichen Begründung des Vegetarismus. Berlin 1905.
- Zweck und Ziele der vegetarischen Siedlungstätigkeit. Vortrag gehalten am 26. Januar 1901 im Verein Deutscher Vegetarier in Wien, 1901.
- Die soziale Frage ist nur vom Lande her lösbar. Berlin 1899.

### Übersetzungen
- Ward H. Snowden: Das ABC der Theosophie. Leipzig 1894.